# Jan Linsen
Jan Linsen (né vraisemblablement à Hoorn, vers 1602/1603 - Hoorn, mai 1635) est un peintre et dessinateur néerlandais (Provinces-unies) du siècle d'or.

## Biographie
Jan Linsen est né probablement à Hoorn vers 1602 ou 1603. Il peignit des paysages comportant essentiellement des scènes mythologiques et bibliques. On ne sait rien ni de ses origines ni de sa formation. Il fut influencé, notamment, par Bartholomeus Breenbergh, avec lequel il était très lié, ainsi que par Cornelis Van Poelenburgh, Dirck Van der Lisse et Paul Bril.
En 1624, il est renseigné à Rome, où il vécut dans la Strada dell'Olmo de la paroisse Sancti Nicolai  ; il y partagea une maison avec Paulus Bor et Michelangelo Cerquozzi. Il fut membre des Bentvueghels, qui lui donnèrent le surnom de Hermafrodiet (« Hermaphrodite »).
Il revint dans sa ville natale en 1626. Le 26 mai 1635, dans l’auberge Croon van Sweden (« Couronne de Suède »), au cours d’une rixe à propos d’un jeu de cartes, il reçut un coup de poignard dans le ventre et mourut des suites de ses blessures peu de temps après.
Seules quelques œuvres ont pu être attribuées à Linsen.

## L’enlèvement par les Maures
Arnold Houbraken, dans sa biographie de peintres Le Grand Théâtre des artistes et peintres néerlandais (1718–1721), outre la mort tragique de Linsen, raconte également au sujet de celui-ci qu’au cours d’un voyage par bateau, il fut enlevé par des Maures et amené nu au-devant de leur chef, mais qu’il put échapper à ses ravisseurs grâce à un hasard providentiel. Selon Houbraken toujours, Linsen aurait immortalisé cet incident dans un tableau « excellent », qu’aurait eu en sa possession un certain Adriaen Beverwyk de Hoorn.

## Œuvres

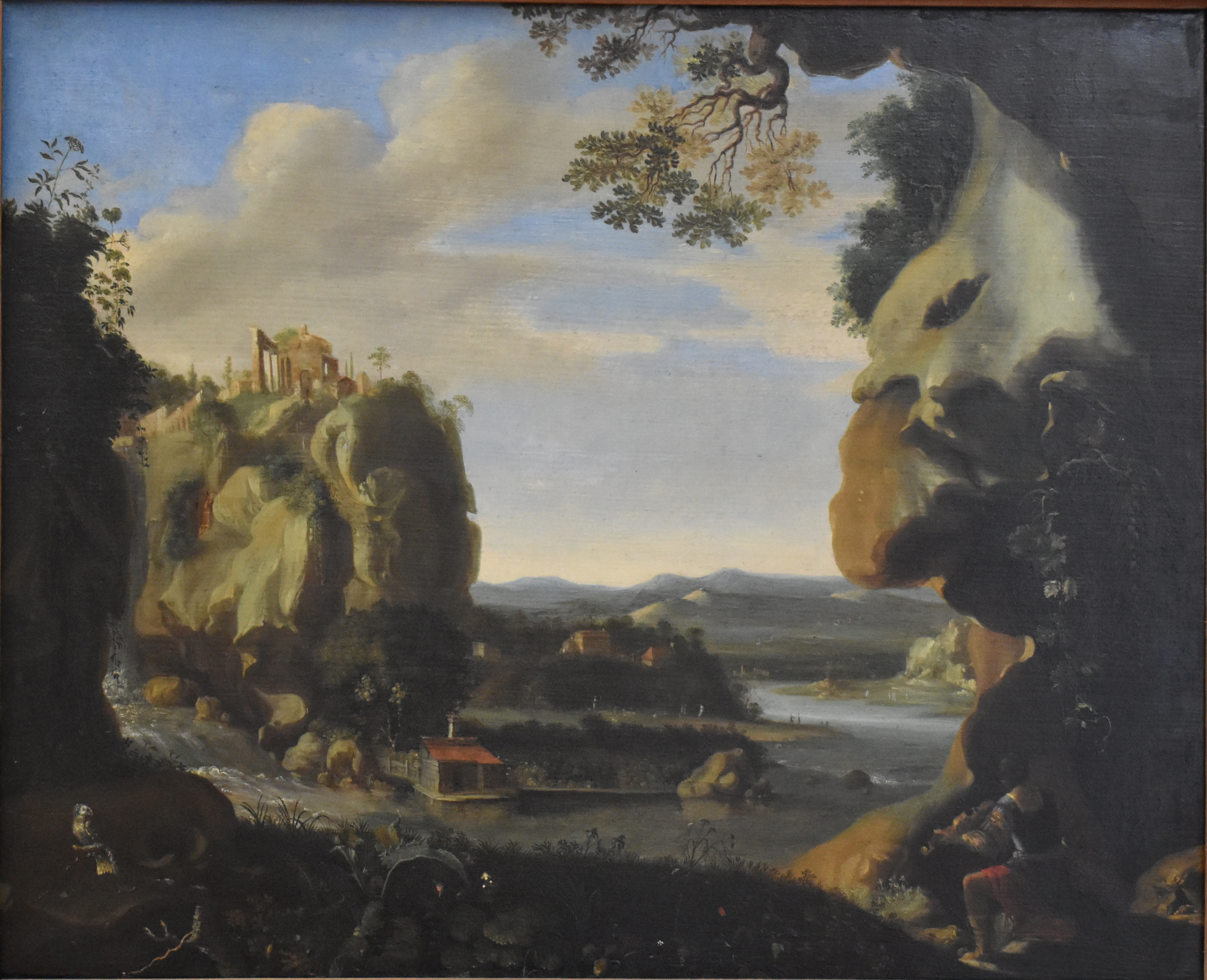
Orphée jouant du violon à l'entrée des Enfers, peint par Jan Linsen

- L’Ange persuade Hagar de retourner vers Abraham, huile sur toile, attribué à JL, 106,7 × 132 (coll. privée, Milwaukee - Wisconsin).
- Éliézer et Rebecca près de la source, huile sur panneau, signé, 36,7 × 59,5 cm, daté 1629 (Westfries Museum, Hoorn – inv.  00573). – Ce tableau fut volé en même temps que d’autres dans la nuit du 9 au 10 janvier 2005.
- Nymphe dormant devant une grotte, huile sur panneau, 37 × 54 cm.
- Orphée jouant du violon à l'entrée des Enfers (Musée du Louvre, Paris).
- Pallas Athéna parmi les Muses (Kunsthalle, Brème).
- Paysage de montagne avec un homme jouant de la flûte et, à l’arrière-plan, Tobie et l’Ange, huile sur panneau, attribué à JL, 32 × 45 cm, vers 1617-1635.
- Paysage fluvial italien avec un berger donnant à une jeune fille un petit bouquet de fleurs, huile sur cuivre, attribué à JL, 30 × 39,7 cm.
- Paysage italien avec des ruines et des chèvres, 1634 (Château Charlottenburg, Berlin).
- Paysage méridional avec, à l’arrière-plan, Tobie et l’Ange, huile sur panneau, attribué à JL ou Dirck Van der Lisse, 32 × 45 cm, date inconnue.
- Paysage méridional avec des bergers et leur troupeau près de ruines, huile sur panneau, monogramme, 20,2 × 29,4 cm, 1630.